# Takla Makan
Takla Makan (ujgurski: تەكلىماكان قۇملۇقى, kineski: 塔克拉玛干沙漠, hrvatski: Uđeš, a ne izađeš[nedostaje izvor]) azijska je pustinja koja se nalazi u regiji Središnje Azije, točnije u Tarimskoj zavali između mladih grebenastih planina; Kven Luna na jugu, Tian Shan na sjeveru i Pamir na zapadu. Pustinja Takla Makan ima površinu od 337.000 km2, što je čini nešto manjom od Njemačke.
Politički pripada Narodnoj Republici Kini. Na istoku se otvara Tarimska zavala, a u rubnom dijelu pustinje nalazi se slano jezero Lop Nur koje se ulijeva u rijeku Tarim. Na ovom području, naravno, prevladava suha klima, a na nju utječe nekoliko čimbenika: izrazita kontinentalnost (tj. velika udaljenost od mora), zatvorenost reljefa (visoke planine uzrokuju zračne mase). preusmjeren, stoga na ovom području padne vrlo malo oborina) itd.
Malobrojno nomadsko stanovništvo uglavnom živi uz rubove pustinje i na visoravnima, a bavi se stočarstvom. Poljoprivreda je nedovoljno razvijena zbog suhog tla, a gustoća naseljenosti je rijetka.

## Geografija
Pustinja Takla Makan ima površinu od 337.000 km2 i uključuje Tarimski bazen, koji je dug oko 1.000 km i širok oko 400 km. Dvije rute Puta svile nekoć su prolazile kroz njezin sjeverni i južni dio dok su putnici pokušavali pobjeći od surove prirode pustinje. Čak 85 % pustinje nastalo je pomicanjem pješčanih dina, što je čini drugom najvećom pješčanom pustinjom na svijetu i 16. po površini.
Neki geografi i ekolozi preferiraju promatrati i proučavati pustinju Taklamakan kao odvojenu i neovisnu od pustinje Gobi.

## Klima
Budući da leži u kišnim sjenama Himalaja, Takla Makan ima hladnu pustinjsku klimu. S obzirom na njegovu relativnu blizinu hladnim zračnim masama u Sibiru, zimi su zabilježene ekstremno niske temperature, ponekad ispod –20 °C, dok se ljeti mogu popeti i do 40 °C.

## Vanjske poveznice
- Photos of area in China
- Explorer crosses Taklamakan desert on foot